# Cristiano di Schaumburg-Lippe (1898-1974)
Cristiano di Schaumburg-Lippe (tedesco: Christian zu Schaumburg-Lippe) (Ödenburg, 20 febbraio 1898 – Bückeburg, 13 luglio 1974) è stato un principe tedesco e capo del ramo della casa principesca di Schaumburg-Lippe.
Era il figlio di Federico di Schaumburg-Lippe (1868 - 1945) e della principessa Luisa di Danimarca, sorella minore del re Cristiano X di Danimarca.

## Matrimonio
Nel 1927, venne annunciato il suo fidanzamento con la principessa Irene di Grecia e Danimarca, figlia di Costantino I di Grecia, ma venne annullato. In seguito Irene sposò il principe Aimone di Savoia-Aosta.
Il 9 settembre 1937, sposò la cugina, la principessa Feodora, figlia del principe Harold, fratello più giovane di re Cristiano X, al Castello di Fredensborg.
Ebbero quattro figli:
- SAS il Principe Guglielmo di Schaumburg-Lippe (19 agosto 1939);
- SAS il Principe Waldemar di Schaumburg-Lippe (19 dicembre 1940);
- SAS la Principessa Marie di Schaumburg-Lippe (27 dicembre 1945);
- SAS il Principe Harald di Schaumburg-Lippe (27 marzo 1948).

## Morte
È morto un anno prima della moglie. I suoi quattro figli vissero in Germania e in Danimarca.

## Ascendenza
|                               |                           |                                                                | Genitori                             |  |  | Nonni |  |  | Bisnonni                              |  |  | Trisnonni                      |  |
|                               |                           |                                                                |                                      |  |  |       |  |  | Giorgio Guglielmo di Schaumburg-Lippe |  |  | Filippo II di Schaumburg-Lippe |  |
|                               |                           |                                                                |                                      |  |  |       |  |  | Giorgio Guglielmo di Schaumburg-Lippe |  |  | Filippo II di Schaumburg-Lippe |  |
|                               |                           | Giuliana d'Assia-Philippsthal                                  |                                      |  |  |       |  |  | Giorgio Guglielmo di Schaumburg-Lippe |  |  |                                |  |
| Guglielmo di Schaumburg-Lippe |                           |                                                                |                                      |  |  |       |  |  | Giorgio Guglielmo di Schaumburg-Lippe |  |  |                                |  |
|                               |                           | Ida di Waldeck e Pyrmont                                       | Giorgio I di Waldeck e Pyrmont       |  |  |       |  |  |                                       |  |  |                                |  |
|                               |                           | Ida di Waldeck e Pyrmont                                       | Giorgio I di Waldeck e Pyrmont       |  |  |       |  |  |                                       |  |  |                                |  |
|                               |                           | Ida di Waldeck e Pyrmont                                       | Augusta di Schwarzburg-Sondershausen |  |  |       |  |  |                                       |  |  |                                |  |
| Federico di Schaumburg-Lippe  |                           | Ida di Waldeck e Pyrmont                                       |                                      |  |  |       |  |  |                                       |  |  |                                |  |
|                               |                           | Federico Augusto di Anhalt-Dessau                              | Federico di Anhalt-Dessau            |  |  |       |  |  |                                       |  |  |                                |  |
|                               |                           | Federico Augusto di Anhalt-Dessau                              | Federico di Anhalt-Dessau            |  |  |       |  |  |                                       |  |  |                                |  |
|                               |                           | Federico Augusto di Anhalt-Dessau                              | Amalia d'Assia-Homburg               |  |  |       |  |  |                                       |  |  |                                |  |
| Batilde di Anhalt-Dessau      |                           | Federico Augusto di Anhalt-Dessau                              |                                      |  |  |       |  |  |                                       |  |  |                                |  |
|                               |                           | Maria Luisa Carlotta d'Assia-Kassel                            | Guglielmo d'Assia-Kassel             |  |  |       |  |  |                                       |  |  |                                |  |
|                               |                           | Maria Luisa Carlotta d'Assia-Kassel                            | Guglielmo d'Assia-Kassel             |  |  |       |  |  |                                       |  |  |                                |  |
|                               |                           | Maria Luisa Carlotta d'Assia-Kassel                            | Luisa Carlotta di Danimarca          |  |  |       |  |  |                                       |  |  |                                |  |
| Cristiano di Schaumburg-Lippe |                           | Maria Luisa Carlotta d'Assia-Kassel                            |                                      |  |  |       |  |  |                                       |  |  |                                |  |
|                               | Cristiano IX di Danimarca | Federico Guglielmo di Schleswig-Holstein-Sonderburg-Glücksburg |                                      |  |  |       |  |  |                                       |  |  |                                |  |
|                               | Cristiano IX di Danimarca | Federico Guglielmo di Schleswig-Holstein-Sonderburg-Glücksburg |                                      |  |  |       |  |  |                                       |  |  |                                |  |
|                               | Cristiano IX di Danimarca | Luisa Carolina d'Assia-Kassel                                  |                                      |  |  |       |  |  |                                       |  |  |                                |  |
| Federico VIII di Danimarca    | Cristiano IX di Danimarca |                                                                |                                      |  |  |       |  |  |                                       |  |  |                                |  |
|                               |                           | Luisa d'Assia-Kassel                                           | Guglielmo d'Assia-Kassel             |  |  |       |  |  |                                       |  |  |                                |  |
|                               |                           | Luisa d'Assia-Kassel                                           | Guglielmo d'Assia-Kassel             |  |  |       |  |  |                                       |  |  |                                |  |
|                               |                           | Luisa d'Assia-Kassel                                           | Luisa Carlotta di Danimarca          |  |  |       |  |  |                                       |  |  |                                |  |
| Luisa di Danimarca            |                           | Luisa d'Assia-Kassel                                           |                                      |  |  |       |  |  |                                       |  |  |                                |  |
|                               |                           | Carlo XV di Svezia                                             | Oscar I di Svezia                    |  |  |       |  |  |                                       |  |  |                                |  |
|                               |                           | Carlo XV di Svezia                                             | Oscar I di Svezia                    |  |  |       |  |  |                                       |  |  |                                |  |
|                               |                           | Carlo XV di Svezia                                             | Giuseppina di Leuchtenberg           |  |  |       |  |  |                                       |  |  |                                |  |
| Luisa di Svezia               |                           | Carlo XV di Svezia                                             |                                      |  |  |       |  |  |                                       |  |  |                                |  |
|                               |                           | Luisa dei Paesi Bassi                                          | Federico d'Orange-Nassau             |  |  |       |  |  |                                       |  |  |                                |  |
|                               |                           | Luisa dei Paesi Bassi                                          | Federico d'Orange-Nassau             |  |  |       |  |  |                                       |  |  |                                |  |
|                               |                           | Luisa dei Paesi Bassi                                          | Luisa di Prussia                     |  |  |       |  |  |                                       |  |  |                                |  |
|                               |                           | Luisa dei Paesi Bassi                                          |                                      |  |  |       |  |  |                                       |  |  |                                |  |